# Hajszyn (obwód kijowski)
Hajszyn (ukr. Гайшин) – wieś na Ukrainie, w obwodzie kijowskim, w rejonie boryspolskim, w hromadzie Perejasław. W 2017 liczyła około 1000 mieszkańców.